# Бонилья, Нельсон
Нельсон Уильфредо Бонилья Санчес (исп. Nelson Wilfredo Bonilla Sánchez; род. 11 сентября 1990, Сан-Сальвадор) — сальвадорский футболист, нападающий таиландского клуба «Сукхотхай» и сборной Сальвадора.

## Клубная карьера
Бонилья начал свою карьеру в клубе «Альянса» из своего родного города. 13 августа 2011 года в матче против «Атлетико Марте» он дебютировал в сальвадорской Примере. В этом же поединке он забил свой первый гол за столичную команду. В 2013 году Нельсон помог клубу занять второе место в чемпионате Сальвадора.
Летом 2014 года Бонилья перешёл в румынский «Вииторул». 1 августа в поединке против бухарестского «Рапида» он дебютировал в чемпионате Румынии. 5 октября в поединке против «Астры» Нельсон забил свой первый гол за новую команду.
С 2015 года он перешёл в азербайджанский клуб «Зиря». 13 сентября в матче против «Сумгаита» Бонилья дебютировал в чемпионате Азербайджана. 3 октября в поединке против «Нефтчи» Нельсон забил свой первый гол за «Зирю». 10 апреля 2016 года в матче против столичного «Рявана» он сделал хет-трик. Забив по итогам сезона 14 мячей, Бонилья стал вторым бомбардиром чемпионата.
Летом 2016 года Нельсон перешёл в португальский «Насьонал». 21 августа в матче против «Ароки» он дебютировал в Сангриш-лиге. 10 сентября в поединке «Белененсеша» Бонилья забил свой первый гол за «Насьонал». В начале 2017 года Нельсон на правах аренды перешёл в турецкий «Газиантеп». 12 февраля в матче против «Адана Демирспор» он дебютировал в Первой лиге Турции.
Летом 2017 года Бонилья подписал контракт с «Оливейренсе». 16 сентября в матче против дублёров «Браги» он дебютировал в Сегунда-лиге. В этом же поединке Нельсон забил свой первый гол за «Оливейренсе».
В начале 2018 года Бонилья отправился в чемпионат Таиланда, выступать за клуб «Сукхотхай».
22 ноября 2018 года Бонилья был представлен в качестве игрока клуба «Бангкок Юнайтед».

## Международная карьера
24 мая 2012 года в товарищеском матче против сборной Новой Зеландии Бонилья дебютировал за сборную Сальвадора. 27 мая в поединке против сборной Молдавии Нельсон забил свой первый мяч за национальную команду.
В 2015 году в составе сборной Бонилья принял участие в розыгрыше Золотого кубка КОНКАКАФ. На турнире он сыграл в матчах против сборных Канады и Ямайки.
В 2017 году Бонилья во второй раз принял участие в розыгрыше Золотого кубка КОНКАКАФ. На турнире он сыграл в матчах против команд Ямайки, Мексики, США и Кюрасао. В поединках против ямайцев и мексиканцев Нельсон забил по голу.
В 2019 году Бонилья в третий раз принял участие в розыгрыше Золотого кубка КОНКАКАФ. В первом матче в групповом раунде против сборной Кюрасао забил гол на 45-й минуте и вместе с командой добился победы со счётом 1:0.

### Голы за сборную Сальвадора
| #   | Дата            | Место                                      | Противник         | Результат | Счёт | Соревнование                               |
| --- | --------------- | ------------------------------------------ | ----------------- | --------- | ---- | ------------------------------------------ |
| 01. | 26 мая 2012     | Коттон Боул, Даллас, США                   | Молдавия          | 1:0       | 2:0  | Товарищеский матч                          |
| 02. | 11 августа 2012 | Стабхаб Сентер, Лос-Анджелес, США          | Гватемала         | 1:0       | 1:0  | Товарищеский матч                          |
| 03. | 27 января 2013  | Национальный стадион, Сан-Хосе, Коста-Рика | Белиз             | 1:0       | 1:0  | Центральноамериканский кубок 2013          |
| 04. | 18 ноября 2014  | Индепенденсия, Эстели, Никарагуа           | Никарагуа         | 0:2       | 0:2  | Товарищеский матч                          |
| 05. | 11 июня 2015    | Уорнер Парк, Бастер, Сент-Китс и Невис     | Сент-Китс и Невис | 2:2       | 2:2  | Чемпионат мира 2018 (квалификация)         |
| 06. | 17 июня 2015    | Кускатлан, Сан-Сальвадор, Сальвадор        | Сент-Китс и Невис | 2:0       | 4:1  | Чемпионат мира 2018 (квалификация)         |
| 07. | 17 июня 2015    | Кускатлан, Сан-Сальвадор, Сальвадор        | Сент-Китс и Невис | 4:1       | 4:1  | Чемпионат мира 2018 (квалификация)         |
| 08. | 25 марта 2016   | Кускатлан, Сан-Сальвадор, Сальвадор        | Гондурас          | 2:2       | 2:2  | Чемпионат мира 2018 (квалификация)         |
| 09. | 28 мая 2016     | Мемориал Стэдиум, Сиэтл, США               | Перу              | 1:2       | 1:3  | Товарищеский матч                          |
| 10. | 6 сентября 2016 | Би-Си Плэйс, Ванкувер, Канада              | Канада            | 2:1       | 3:1  | Чемпионат мира 2018 (квалификация)         |
| 11. | 10 июля 2017    | Куалкомм Стэдиум, Сан-Диего, США           | Мексика           | 1:1       | 3:1  | Золотой кубок КОНКАКАФ 2017                |
| 12. | 17 июля 2017    | Аламодоум, Сан-Антонио, США                | Ямайка            | 0:1       | 1:1  | Золотой кубок КОНКАКАФ 2017                |
| 13. | 13 октября 2018 | Кускатлан, Сан-Сальвадор, Сальвадор        | Барбадос          | 1:0       | 3:0  | Лига наций КОНКАКАФ 2019/20 (квалификация) |
| 14. | 23 марта 2019   | Кускатлан, Сан-Сальвадор, Сальвадор        | Ямайка            | 1:0       | 2:0  | Лига наций КОНКАКАФ 2019/20 (квалификация) |
| 15. | 17 июня 2019    | Индепенденс Парк, Кингстон, Ямайка         | Кюрасао           | 0:1       | 0:1  | Золотой кубок КОНКАКАФ 2019                |

## Достижения
Командные
 «Альянса»
- Чемпион Сальвадора: клаусура 2011